# Бамбар-Эрдэни-хубилган
Бамбар-Эрдэни-хубилган (монг. Бамбар эрдэнэ хувилгаан; Бамбарын хувилгаан — «Драгоценный светоч») — один из семи главных хубилганов Шабинского ведомства времён цинской и богдо-ханской Монголии.

## Легенда о происхождении линии хубилганов
Во время жизни первого Богдо-гэгэна Дзанабадзара к нему из Индии пришли двое ачарий. Пробыв некоторое время в Монголии, они сказали ему: «В нашем возрасте уже пора отправляться в Шамбалу, однако мы не знаем, сможем ли туда добраться». Богдо-гэгэн отвечал: «Хоть и не можете, но на вашем пути встретится великая река. Если сможете окунуть в неё пальцы, и вынете их невредимыми, тогда доберётесь. Крепко помолитесь у этой реки, и из неё выйдет синий бык. На него взобравшись, реку пересечёте и доберётесь до Шамбалы».
Ачарьи дошли до великой реки, но тут младший из ачарий возмутился: «Мы — два ачарьи-чудотворца из Индии, Страны Святых. Через сколько рек и речушек мы уже переправились, пока не дошли вот до этой! Свои подушки и подстилки одну за другой кладя на воду, шли по ним, будто по воздуху! Что может знать этот Джебцзундамба из монгольских кочевий?!» Тогда он положил свою подстилку на воду, уселся на неё и тут же утонул. Тогда старший ачарья опустил свои пальцы в воду и увидел, что они окаменели. Следуя сказанному Богдо-гэгэном, ачарья усердно помолился, и из реки вышел синий бык, однако ачарье не удалось его оседлать.
Тогда, он один вернулся к Богдо-гэгэну, проникся к нему глубокой верой и, сделавшись его учеником, основал множество буддийских храмов и явил многочисленные чудеса. Сказав: «Отправлюсь-ка в семью Шидшир-хунтайджи», скончался. Так он положил начало линии перерождений Бамбар-Эрдэни-хубилганов в Халхе.

## Линия хубилганов
- Бамбар-Эрдэни I, Лхаван (монг. Лхаван; 1660—1674)
- Бамбар-Эрдэни II, Минжурдорж (монг. Минжүүрдорж; 1675—1757)
- Бамбар-Эрдэни III, Лувсанхайнзан (монг. Лувсанхайнзан; 1759—1791)
- Бамбар-Эрдэни IV, Жигварал (монг. Жигварал; 1792—1817)
- Бамбар-Эрдэни V, Агванлувсандондов (монг. Агваанлувсандондов; 1660—1870)
- Бамбар-Эрдэни VI, Гонсурэнцэрэнлэйгэндэнлэгцэг (монг. Гонсүрэнцэрэнлэйгэндэнлэгцэг; 1871—1919)
- Бамбар-Эрдэни VII, Цэвэгмэд (монг. Цэвэгмэд; 1920—1937)

Резиденция Бамбарын-хубилганов располагалась в Урге. Последний из хубилганов был расстрелян в ходе репрессий в 1937 году. После этого новых хубилганов не находили.